# Orange Democratic Movement

ODM-supportrar med ett porträtt av Raila Odinga under valkampanjen 2007.

Orange Democratic Movement (ODM) är det ledande oppositionspartiet i Kenya, lett av Raila Odinga.
Namnet härstammar från folkomröstningen 2005 där valsedlarna var markerade med frukter. De valsedlar som innebar ett "ja" till president Kibakis förslag till ny konstitution var markerade med en banan medan "nej"-sedlarna hade en apelsin som symbol.
Efter folkomröstningen (som nejsidan vann) sprack det regerande koalitionspartiet National Rainbow Coalition. De parlamentariker inom koalitionen som stött nejsidan och tillhört Liberaldemokratiska partiet gick nu samman med KANU och bildade ODM.
Kanu lämnade senare ODM för att istället ingå i Party of National Unity (PNU). En del Kanu-politiker, som William Ruto och Musalia Mudavadi, valde dock att kvarstå i ODM.
Kalonzo Musyoka och hans anhängare kom att lämna ODM och bilda partiet ODM-Kenya.